# تاريخ اليهود في فرنسا

موقع فرنسا (باللون الأخضر) في أوروبا

تتطرق مقالة تاريخ اليهود في فرنسا إلى اليهود والمجتمعات اليهودية في فرنسا. عاش اليهود في فرنسا منذ العصور الوسطى المبكرة على أقل تقدير. كانت فرنسا معقلًا للتعليم اليهودي في أوروبا في العصور الوسطى، لكن اضطهاد اليهود تزايد مع مرور الزمن، إذ طُرد اليهود من موطنهم وعادوا إليه عدة مرات على مدار العصور الوسطى. أضحت فرنسا أول دولة أوروبية تحرر اليهود في القرن الثامن عشر أثناء الثورة الفرنسية. تصاعدت معاداة السامية وانخفضت عدة مرات في تاريخ فرنسا، حيث بلغت ذروتها في تسعينيات القرن الثامن عشر كما هو واضح في قضية درايفوس، وفي أربعينيات القرن العشرين في ظل الاحتلال النازي الألماني وفرنسا الفيشية.
تمركز معظم سكان فرنسا من اليهود في باريس حتى عام 1919. افتخر العديد من أولئك اليهود بثقافتهم الفرنسية، وشكلوا فئة اليهود الأثرياء. أما اليهود المحافظين فقد عاش معظمهم في الألزاس واللورين اللتان احتلتهما ألمانيا في عام 1871، واستعادتها فرنسا عام 1918 عقب الحرب العالمية الأولى. إلى جانب ذلك هاجر العديد من المهاجرين واللاجئين اليهود من روسيا وأوروبا الشرقية وأوروبا الوسطى إلى فرنسا في أوائل القرن العشرين، ما أدى إلى تغير ملامح اليهودية في فرنسا في العشرينيات والثلاثينيات. إذ كان هؤلاء المهاجرين عازفين عن الانصهار في الثقافة الفرنسية، وأيد بعضهم عدة قضايا يهودية جديدة مثل الصهيونية، والجبهة الشعبية والشيوعية (اللتان تحظيان بشعبية واسعة في أوساط اليسار السياسي الفرنسي).
في الحرب العالمية الثانية، تعاونت الحكومة الفيشية مع المحتلين النازيين لترحيل العديد من اليهود الفرنسيين واليهود الأجانب إلى معسكرات الاعتقال. وبنهاية الحرب فقد 25% من اليهود الفرنسيين حياتهم على يد الهولوكوست، ولكن نسبة الضحايا كانت أقل من معظم نسب القتل في الدول الأخرى التي احتلها النازيون.
تأوي فرنسا أكبر عدد من اليهود في أوروبا، وثالث أكبر عدد في العالم بعد إسرائيل والولايات المتحدة. يُقدر عدد اليهود في فرنسا بنحو 480 إلى 550 ألف فرد، ولكن تلك التقديرات تعتمد على تعريف اليهود. تتمركز مجتمعات اليهود الفرنسية في المناطق الحضرية في باريس التي يقطن بها أكبر عدد من اليهود؛ ويليها مارسيليا بنحو 70,000 فرد؛ وتليهما ليون، ونيس، وستراسبورغ، وتولوز.
ينتمي أغلب اليهود في فرنسا في القرن الحادي والعشرين إلى يهود سفارديون أو يهود مزراحيون النازحين من شمال أفريقيا، هاجر معظم هؤلاء أو ذووهم إلى فرنسا بدايةً من أواخر القرن العشرين من المستعمرات الفرنسية السابقة في أفريقيا الشمالية بعد أن صارت تلك الدول مستقلة. ويشمل هؤلاء طيفًا واسعًا من الطوائف اليهودية بدءًا من الحريديم الأصوليين، وانتهاءً باليهود العلمانيين الذين يتزوجون من غير اليهود ويشكلون الجزء الأكبر من المجتمع اليهودي.
يعيش نحو 200,000 يهودي فرنسي في إسرائيل. تزايدت هجرة اليهود من فرنسا إلى «أرض الميعاد» (عليا) في الآونة الأخيرة اعتبارًا من عام 2010 تقريبًا كرد فعل لتصاعد موجات معاداة اليهود في فرنسا.

## الحرب العالمية الثانية والهولوكوست
قُدر عدد اليهود في فرنسا في وقت الاحتلال النازي الألماني في يونيو عام 1940 بنحو 330,000 فرد (ونحو 370,000 فرنسي من شمال أفريقيا)، وكان أقل من نصفهم يحمل الجنسية الفرنسية. أما باقي اليهود فقد كان معظمهم مهاجرين أجانب من ألمانيا وأوروبا الوسطى ممن فروا من اضطهاد النازيين لهم خلال الثلاثينيات. بالإضافة إلى ذلك عاش ما يقرب من 110,000 يهودي فرنسي في مستعمرة الجزائر الفرنسية.
عاش 200,000 مواطن فرنسي، ومعظم اليهود الأجانب، في منطقة باريس. حصل ما يقرب من 150,000 مواطن يهودي فرنسي (من بينهم 30,000 يهودي قادم من أوروبا الوسطى) على الجنسية الفرنسية بعد هجرته إلى فرنسا في الثلاثينيات. وفي أعقاب الهدنة التي عقدتها فرنسا مع ألمانيا عام 1940 خلال فترة الاحتلال النازي، ضم النازيون إقليم الألزاس واللورين إلى ألمانيا. سيطر الألمان على الأجزاء المتبقية من فرنسا الغربية والشمالية. بينما وُضعت منطقة فرنسا الجنوبية الحضرية تحت سيطرة الحكومة الفيشية، وهي حكومة فرنسية جديدة متعاونة مع النازيين. تمكن بعض اليهود من الفرار من قبضة القوات الألمانية، بينما لجأ البعض الآخر للاختباء في الأرياف الفرنسية. سمحت إسبانيا بدخول 25,000 يهودي إلى أراضيها لتمكنهم من الفرار.
نشرت قوات الاحتلال الألماني أول إجراء معادٍ لليهود في 27 سبتمبر عام 1940 (ما يُعرف بالمرسوم الأول). شمل هذا المرسوم إجراء تعداد للسكان اليهود، وتعريفًا للشخص الذي يُعد يهوديًا. نُشر المرسوم الثاني في 18 أكتوبر 1940، وهو يسمح لليهود بأنشطة تجارية محدودة. وفي 31 أغسطس 1941 صادرت القوات الألمانية جميع أجهزة الراديو التي يمتلكها اليهود، وتبعها بعد ذلك الهواتف، والدراجات، وفصل خدمة الهاتف من جميع البيوت اليهودية. حُظر على اليهود استخدام الهواتف العامة، ومُنعوا كذلك من تغيير عناوين سكنهم، ومن الخروج من منازلهم من الساعة الثامنة مساءًا وحتى الخامسة فجرًا. وبعدها بوقت قصير حُرم اليهود من دخول الأماكن العامة، والمتنزهات، والمسارح، وبعض المتاجر. أصدرت القوات الألمانية قوانينًا جديدة معادية لليهود أسبوعيًا. حُرم اليهود من دخول حمامات السباحة العامة، والمطاعم، والمقاهي، والسينمات، والحفلات الموسيقية، والقاعات... إلخ. لم يُسمح حينها لليهود بركوب القطارات إلا في العربة الأخيرة. نُشرت مقالات معادية لليهود بكثرة في الجرائد منذ بداية الاحتلال. نظم الألمان معارض معادية لليهود لنشر البروباغندا النازية. مُنعت موسيقى الملحنين اليهود من العزف، ومُنعت كذلك الأعمال الفنية الخاصة باليهود. وفي 2 أكتوبر 1941 فُجرت سبعة معابد يهودية.
شرع النازيون في جمع اليهود في فرنسا في 14 مايو عام 1941، وأسروا 4,000 مواطنًا يهوديًا أجنبيًا حينها. في 20 أغسطس من نفس العام عاودوا الكرة، وأسروا كلًا من اليهود الفرنسيين والأجانب، وأرسلوهم إلى معسكر اعتقال درانسي وعدة معسكرات أخرى في فرنسا. واصل الألمان أسر اليهود الفرنسيين، منهم من كان يعمل بالمحاماة وعدة مهن أخرى. وفي 12 ديسمبر عام 1941 اعتقل الألمان أكثر أعضاء المجتمع اليهودي في باريس تميزًا، من بينهم أطباء، وأكاديميين، وعلماء، وكُتاب. وفي 29 مايو عام 1941 أصدر النازيون المرسوم الثامن الذي أرغم اليهود على ارتداء شارة النجمة الصفراء. ومن أشهر عمليات الاعتقال وأشنعها عملية فيلودروم ديفر التي تطلبت تخطيطًا شاملًا واستنفدت موارد قوات الشرطة الفرنسية بأكملها. وقعت تلك العملية في أيام 16 و17 يوليو عام 1942، وشملت اعتقال 13,000 مواطن يهودي، وحبس 7,000 منهم (بما فيهم أكثر من 4,000 طفل) داخل فيلودروم ديفر دون طعام أو صرف صحي.
في ذات الوقت، شرع الألمان في ترحيل اليهود من فرنسا إلى معسكرات الموت في أوروبا الشرقية. غادر أول قطار من فرنسا في 27 مارس عام 1942. استمرت عمليات الترحيل حتى 17 أغسطس عام 1944، وبحلول ذلك الوقت رحّل النازيون 76,000 يهودي (بما يشمل يهود فرنسا الفيشية)، ولم ينجُ منهم سوى 2,500 فرد. ومعظمهم لم يكن يهوديًا فرنسي الأصل. قتل النازيون ربع سكان فرنسا من اليهود في تلك الفترة.
عقب احتلال ألمانيا لمنطقة فرنسا الجنوبية، انتشرت معاداة اليهود في فرنسا الفيشية بضراوة، وهي الدولة التي كانت تتحكم بثلث أراضي فرنسا اعتبارًا من عام 1940 حتى عام 1942. تمثلت سياسة الدولة الفيشية تجاه اليهود في التشريعات المعادية للأجانب التي صدرت في الثلاثينيات مصحوبة بكراهية شديدة لليهود من جانب اليمين المتطرف الفرنسي. تعاونت الحكومة الفيشية علنًا مع المحتلين النازيين في القبض على اليهود وترحيلهم إلى معسكرات الموت. ففي أكتوبر عام 1940 أصدرت الحكومة الفيشية قوانين معادية لليهود (التشريعات الفيشية المعادية لليهود) حتى دون أن يطلب منهم الألمان ذلك. منعت تلك التشريعات اليهود من الحركة، وقيدت حرية دخولهم للأماكن العامة وممارسة معظم المهن التجارية، لا سيما مهنة الطب. طبقت فرنسا الفيشية كذلك نفس المراسيم في مستعمرات فرنسا في أفريقيا الشمالية. وفي عام 1941 أنشأت الحكومة الفيشية منصب المفوض العام لشئون اليهود الذي تعاون مع الجيستابو على جمع اليهود. شاركت تلك الحكومة كذلك في عملية فيلودروم ديفر.